# Hausmannstätten
Hausmannstätten là một đô thị thuộc huyện Graz-Umgebung bang Steiermark, nước Áo. Đô thị Hausmannstätten có diện tích 6,79 km², dân số thời điểm cuối năm 2008 là 2692 người.